# دانشگاه جامی
دانشگاه جامی دارای ۴۹ عضو کدری بوده که از جمله ۴۲ ذکور و ۷ اناث است. در حال حاضر میزبان ۴۰۰۰ محصل بوده که از جمله ۲۵۰۰ ذکور و ۱۵۰۰ اناث می‌باشد.

## تأسیس
دانشگاه جامی یک نهاد علمی و آکادمیک خصوصی است که به هدف ارائه خدمات در حوزه تحصیلات عالی، تولید علم و فناوری و بالا بردن سطح دانش و بینش مردم تأسیس شده و در سال ۱۳۸۹ خورشیدی در وزارت تحصیلات عالی کشور ثبت گردیده‌است و از آن وزارت محترم جواز خود را رسماً دریافت نموده‌است. این پوهنتون مطابق با اصول معیارهای آکادمیک و قانون تحصیلات عالی کشور برنامه‌های تحصیلی خویش را برای محصلین و دانش پژوهان ارائه و تطبیق می‌کند و در تلاش است تا سطح جدیدی از علم و فن را برای جوانان و نسل نو کشور ارائه کند. هدف بلند مدت این پوهنتون گسترش حوزه کار و فعالیت به دیگر ولایات افغانستان می‌باشد. به همین منظور برای آن در یکی از فضاهای بسیار مناسب حومه شمالی شهر هرات موازی پنجاه جریب زمین تهیه و ثبت گردیده که امیدواریم در آینده نزدیک کار پروژه ساختمانی کمپلکس آن آغاز گردد.

## آمار و حقایق
دانشگاه جامی در حال حاضر ۶ رشته تحصیلی دارد.

## تعداد دانشجویان دانشگاه جامی به تفکیک جنسیت در سال ۱۳۹۷
| شماره | پوهنڅی                    | پسران | دختران | مجموع |
| ----- | ------------------------- | ----- | ------ | ----- |
| ۱     | دانشکده طب معالجوی        | ۳۴۲   | ۱۱۹    | ۴۶۱   |
| ۲     | دانشکده انجنیری           | ۳۷۹   | ۴۱۶    | ۷۹۵   |
| ۳     | دانشکده اقتصاد            | ۷۱۶   | ۱۵۶    | ۸۷۲   |
| ۴     | دانشکده حقوق و علوم سیاسی | ۶۱۶   | ۶۵     | ۶۸۱   |
| ۵     | دانشکده زراعت             | ۱۲۷۸  | ۱۲۳۲   | ۲۵۱۰  |
| ۶     | دانشکده شرعیات            | ۴۳۷   | ۲۱۵    | ۶۲۵   |

## دست‌آوردها[۴]
از آنجائیکه دانشگاه جامی، مسئولیت عرضه خدمات تحصیلی با کیفیت و متوازن را عهده‌دار بوده و در راستای بسط، توسعه و انکشاف این کانون علمی و آکادمیک از بدو تأسیس تا کنون گامهای اساسی را برداشته است و وظیفه خود می‌داند تا از طریق رهبری و مدیریت درست، مصدر خدمات بیشتر در جامعه قرار گیرد و جای بس افتخار است که تا کنون در نتیجهٔ تلاش‌ها و زحمات کدر علمی و اداری دانشگاه، در حوزه‌های مختلف علمی، فرهنگی و ورزشی به نتایج و دست‌آوردهای مطلوبی دست پیدا کند که می‌شود به گوشه ای از آنها اینجا اشاره داشت.
1. دانشگاه جامی با رعایت قوانین نافذه کشور و تکمیل معیارهای تعیین شده وزارت تحصیلات عالی، توانست برگ دیپلوم را جهت توزیع برای فارغ التحصیلان این پوهنتون بدست آورد. جهت یکسان‌سازی اسناد فراغت دانشگاه‌های دولتی و خصوصی، وزارت تحصیلات عالی تصمیم بر آن گرفت تا برای تمام پوهنتون‌ها دیپلوم یکسان توزیع نماید. دانشگاه جامی اولین نهاد آکادمیک خصوصی در حوزه غرب کشور است که معیارهای تعیین شده آن وزارت را تکمیل و این امتیاز را کسب نمود. برای فارغ التحصیلان دانشگاه جامی، از این پس به جای سرتیفیکت، دیپلوم توزیع می‌شود.
2. کسب مقام اول (قهرمانی) مسابقات رقابت‌های محاکم تمثیلی حقوق رسانه ولایتی ولایت هرات که از سوی (کلینیک حقوق رسانه‌های پوهنحی حقوق و علوم سیاسی پوهنتون هرات و دفتر انتر نیوز) فی مابین پوهنتون‌ها و موسسات تحصیلات عالی خصوصی و دولتی برگزار گردیده بود.
3. کسب مقام قهرمانی در مسابقات فوتسال، سال ۱۳۹۴ که بین پوهنتون‌ها و موسسات تحصیلات عالی خصوصی در هرات برگزار گردیده بود.
4. کسب مقام نائب قهرمانی در مسابقات شطرنج، در این مسابقات تیم‌های متعدد از پوهنتون‌ها و موسسات تحصیلات عالی خصوصی و دولتی اشتراک داشتند.
5. کسب مقام (خوب) در بین پوهنتون‌ها و مؤسسات تحصیلی، با اخذ ۸۲٫۶ نمره.
6. جذب ۶۹۶۳ داوطلب در هشت امتحان کانکور جداگانه.
7. حضور ۲۵۰۰ نفر محصل بر حال در دانشکده‌های مختلف.
8. تعداد ۱۴۱۰ نفر فارغ‌التحصیل در سه دوره فراغت.
9. انتشار مجله علمی به صورت فصلی.
10. انتشار مجلهٔ دانشجویی (جام دانش) به صورت فصلی.
11. حضور و تدریس ۱۴۹ استاد ماستر و دکتر در فاکولته‌های مختلف این پوهنتون.
12. اعزام ۴۵ نفر دانشجو برای فراگیری دوره تحصیلی ماستری و دکترا
13. استخدام فارغ التحصیلان در بخش‌های اداری و علمی دانشگاه.
14. سیستماتیک ساختن تمام امور علمی، اداری و مالی محصلان با تکنالوژی روز.
15. الکترونیک ساختن تمام امور مراصلات اداری روزمره.
16. ایجاد سیستم‌های آنلاین و بانک اطلاعاتی محصلان در وبسایت پوهنتون.
17. ایجاد کتابخانه الکترونیک
18. قرارداد صد ساله با شرکت‌های بین‌المللی معروف شامل گوگل و مایکروسافت.
19. تطبیق تحقیقات کیمیاوی و بیولوژیکی برای سازمانهای بین‌المللی اروپایی.
20. ایجاد زمینه اشتغال برای تعداد ۲۰۰ نفر.
21. ایجاد کانون فارغ التحصیلان
22. کسب مقام برتر در بین پوهنتون‌های افغانستان در برنامه (Mobile Money)
23. کسب مقام قهرمانی در مسابقات (شنا) سال ۱۳۹۸
24. خریداری ۱۵۰ جریب زمین برای کمپس دایمی پوهنتون و ایجاد فضای سبز
25. خریداری شفا خانه ای مجهز برای ستاژران پوهنحی طب معالجوی.
26. قرارداد با شفا خانه‌های خصوصی برای ستاژ محصلان طب.
27. خریداری یک جریب زمین برای اعمار شفا خانه در مرکز شهر هرات.